# Lin Shen
Lin Shen (chinês: 林申, pinyin: Lín Shēn), também conhecido por  Lin Yushen (chinês: 林雨申, pinyin: Línyǔshēn) é um ator chinês nascido em 23 de outubro de 1980. Sua mãe é a produtora de cinema Li Xiaowan. Ele fez sua estreia na série dos anos 2000, "橘子红了" (pinyin: Júzi hóngle, lit. ‘Laranja é vermelho’). Em 2020, ele protagonizou a série Namoro na Cozinha.

## Biografia
Lin Shen é filho da produtora de cinema Li Xiaowan e é afilhado da diretora Li Shaohong. O ator foi estudante de administração financeira.

## Filmografia

### Séries de Televisão
| Ano  | Título                                           | Papel        | Nota         |
| ---- | ------------------------------------------------ | ------------ | ------------ |
| 2000 | 橘子红了 (Laranja é Vermelho                     | Gu Peifan    | Coadjuvante  |
| 2018 | Se Paris Perdesse as Esperanças (如若巴黎不快乐) | Dai Jing Jie | Principal    |
| 2020 | Namoro na Cozinha (我喜欢你)                     | Lu Jin       | Protagonista |

## Prêmios
Em 2013, ele recebeu o prêmio de Ator Masculino Com Mais Potencial do 16º Festival de Cinema de Xangai.

### Prêmios e Nomeações
| Ano  | Prêmio                                        | Categoria                  | Trabalho nomeado | Resultado | Ref.  |
| ---- | --------------------------------------------- | -------------------------- | ---------------- | --------- | ----- |
| 2017 | 4ª Cerimônia de Premiação dos Atores da China | Melhor Ator (Série da Web) | —                | Venceu    | [ 8 ] |